# Ha'khayyim Al Pi Agfa
Ha'khayyim Al Pi Agfa é um filme de drama israelita de 1993 dirigido e escrito por Assi Dayan. Foi selecionado como representante de Israel à edição do Oscar 1994, organizada pela Academia de Artes e Ciências Cinematográficas.

## Elenco
- Gila Almagor - Daliah
- Akram Tillawi - Samir
- Smadar Kilchinsky - Daniela
- Sharon Alexander - Nimi
- Shmil Ben Ari - Levi
- Avital Dicker - Ricky
- Irit Frank - Liora
- Ezra Kafri - Eli
- Danny Litani - Czerniak
- Barak Negbi - Sammy
- Rivka Neuman - Malka
- Shuli Rand - Benny